# Поповиці (Поморське воєводство)
Поповиці (пол. Popowice, нім. Puppendorf) — село в Польщі, у гміні Мястко Битівського повіту Поморського воєводства.
Населення — 52 особи (2011).
У 1975-1998 роках село належало до Слупського воєводства.

## Демографія
Демографічна структура станом на 31 березня 2011 року:
|          | Загалом | Допрацездатний вік | Працездатний вік | Постпрацездатний вік |
| -------- | ------- | ------------------ | ---------------- | -------------------- |
| Чоловіки | 30      | 14                 | 14               | 2                    |
| Жінки    | 22      | 9                  | 10               | 3                    |
| Разом    | 52      | 23                 | 24               | 5                    |